# 酒の肴つくってみーよ
『新感覚お料理番組・酒の肴つくってみーよ』（しんかんかく - りょうりばんぐみ・さけ - さかな - ）は、山形放送テレビで2002年12月1日に放送開始した料理番組である。
2013年4月7日からは『酒の肴つくってみーよプラス』としてリニューアルした。
2021年3月28日の放送をもって古池常泰が出演する（つくってみーよシリーズ）は終了した。後継番組としておうちでごはん つくってみーよが放送されている。

## 主な内容
- 酒のつまみに合う料理を、元同局アナウンサー・古池常泰が山形県内の料理屋・レストランに伺いながら紹介していく。
- 『プラス』にリニューアルしてからは古池が用意した食材を使い、制限時間内にシェフが料理していく「むちゃぶりオーダー」が隔週で登場するようになった。

## スタッフ
- ナビゲーター：古池常泰
- ナレーション：山内智香子
- 制作：株式会社カック
- 著作：YBC山形放送

## ネット局

### 現在のネット局
- 山形放送（日曜16:55 - 17:10）※制作局
- テレビ高知（月曜10:30 - 10:48）
  - 本来の系列局である高知放送ではネットせず当局で放送。
- ぎふチャン（土曜14:45 - 15:00）

### 過去のネット局
- チバテレ（日曜9:00 - 9:15）※21日（3週間）遅れ
  - 2008年9月で打ち切り。
  - 当初は日曜12:15 - 12:30の時間帯に放送していた。

- グリーンチャンネル（月 - 木曜15:45 - 16:00）※約1年遅れ
  - アグリネット枠の大幅な改編により、2009年頃に打ち切られた。

- TOKYO MX（火曜12:00 - 12:15）※約1ヶ月遅れ
  - 当初は木曜11:40 - 11:55※11日（約1週間）遅れで2007年10月（?） - 2012年3月末で打ち切り。
  - その後2013年4月2日に再開、火曜12:15 - 12:30で放送。2014年4月に現在の放送時間になったが、2016年3月29日に終了した。
  - 年末年始など山形放送で番組が休止される週があっても、MXは通常通り放送するため徐々に遅れ日数が減少することがあった。